# Sjeverozapadni indoarijski jezici
Sjeverozapadni indoarijski jezici, jedna od glavnih skupina indoarijskih jezika koja je raširena na prostorima Pakistana, Afganistana i Indije. 
Obuhvaća 38 jezika podijeljenih na 3 uže skupine: a. dardska s 26 jezika koja obuhvaća čitralske, kašmirske, kohistanske, kunarske i šinske jezike (shina); b. Lahndski jezici (lahnda), ukupno njih 7; i c. sindhski (sindhi) s pet jezika.

## Vanjske poveznice
- Ethnologue (14th)
- Ethnologue (15th)